# Chi's Sweet Home
Chi's Sweet Home é uma série de mangá japonesa escrita e ilustrada por Kanata Konami. Foi serializada na revista Weekly Morning entre 2004 e 2015 e compilada em 12 volumes em formato tankōbon. O mangá foi licenciado e está sendo publicado no Brasil pela Editora JBC
 .

## Sinopse
Chi é uma gatinha filhote que se perdeu de sua mãe e seus irmãos. Perdida ela acaba sendo encontrada e adotada por Youhei. No novo lar, Chi descobre diferentes coisas sobre a vida e conhece novas pessoas e outros animais.